# اس‌ایی. ۵
اس‌ایی. ۵ (به انگلیسی: Royal_Aircraft_Factory_S.E.5) یک هواگرد از نوع هواپیمای جنگنده ساخت شرکت various (see text) است. هواگرد اس‌ایی. ۵ نخستین پروازش را در ۲۲ نوامبر ۱۹۱۶ میلادی انجام داد. این هواگرد در سال مارس ۱۹۱۷ میلادی رسماً معرفی گردید. در مجموع، تعداد ۵٬۲۰۵ فروند از این هواگرد ساخته شده‌است.
طراح این هواگرد، Henry Folland / John Kenworthy بود.

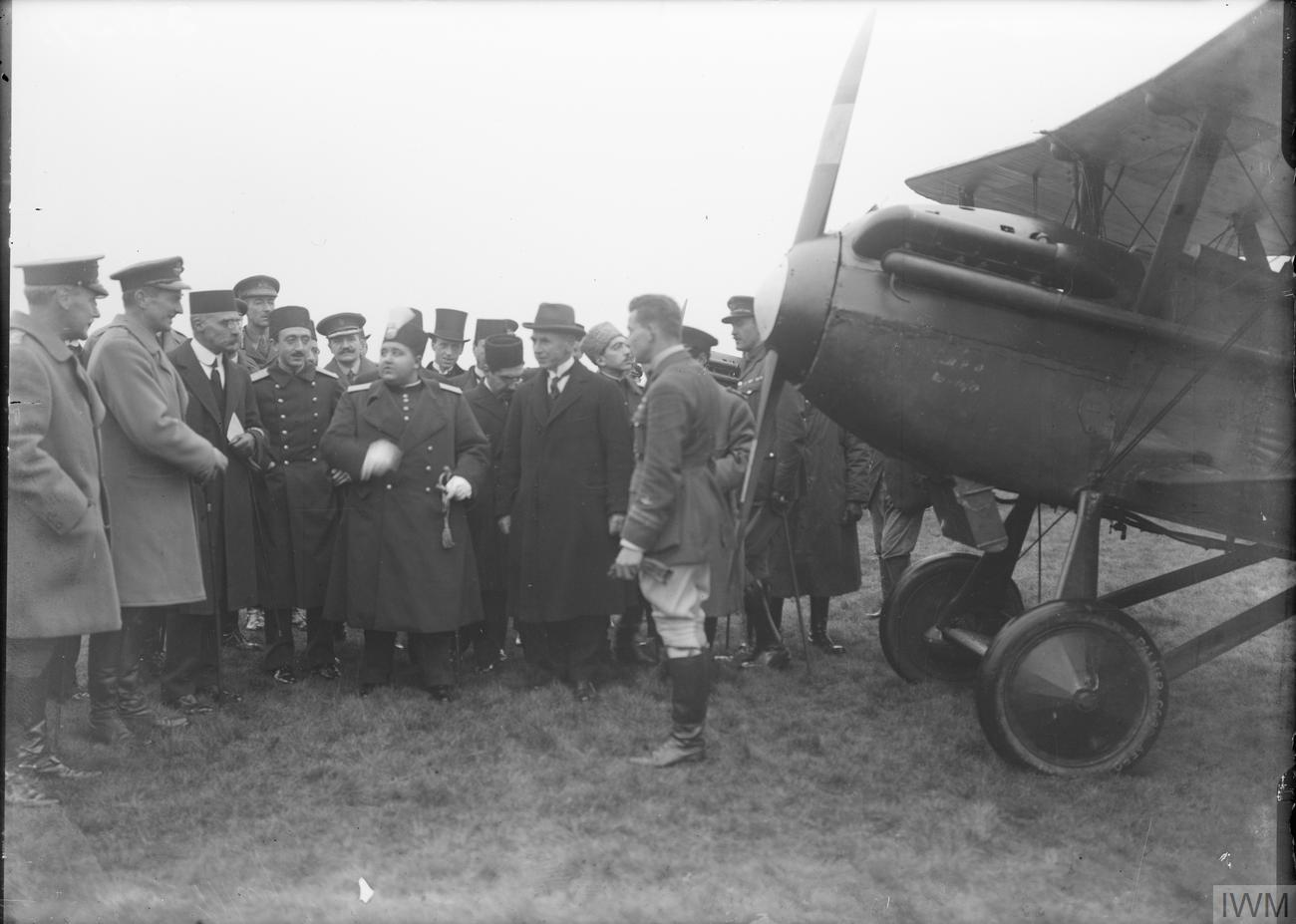
احمدشاه و وزاریش در حال بازدید از یک اس‌ایی. ۵